# Niskaselkä
Niskaselkä är en vik i Finland.   Den ligger i landskapet Kajanaland, i den nordöstra delen av landet, 600 km norr om huvudstaden Helsingfors. Niskaselkä ligger vid sjön Hossanjärvi.